# Rolf Roos
Rolf Tage Roos, född 13 november 1940 i Uppsala, död 7 december 2023, var en svensk frälsningsofficer.
Han utgick som frälsningsofficer från Uppsala kår år 1962. Efter att bland annat ha varit kårledare för Östra Kåren i Göteborg och Stockholm III blev han 1982 nationell ungdomssekreterare (NUS). Karriären fortsatte sedan som rektor för Officersskolan och som chefredaktör och litteratursekreterare innan han 1992 blev befordrad till överstelöjtnant och utnämnd till fältsekreterare. År 1996 blev han överste och territoriell ledare (TC) för Frälsningsarmén i Finland och tre år senare återkom han till moderlandet och fick samma uppdrag här med kommendörs rang. 
Kommendör Roos avgick som ledare år 2004 och tog då på sig ett uppdrag som riksevangelist och pensionerades 2007.